# Hume City
Hume City is een Local Government Area (LGA) in Australië in de staat Victoria. Hume City telt 155.829 inwoners. De hoofdplaats is Broadmeadows.